# Cheiracanthium gobi
Cheiracanthium gobi is een spinnensoort uit de familie Cheiracanthiidae.
De wetenschappelijke naam van de soort werd in 2000 gepubliceerd door G. Schmidt & R. Barensteiner.